# 닥나무속
닥나무속은 뽕나무과의 식물로, 4종으로 이루어져 있다.

## 하위 종
- Broussonetia kaempferi
- 닥나무 (Broussonetia kazinoki)
- Broussonetia kurzii
- 꾸지나무 (Broussonetia papyrifera)